# Konoe Atsumaro

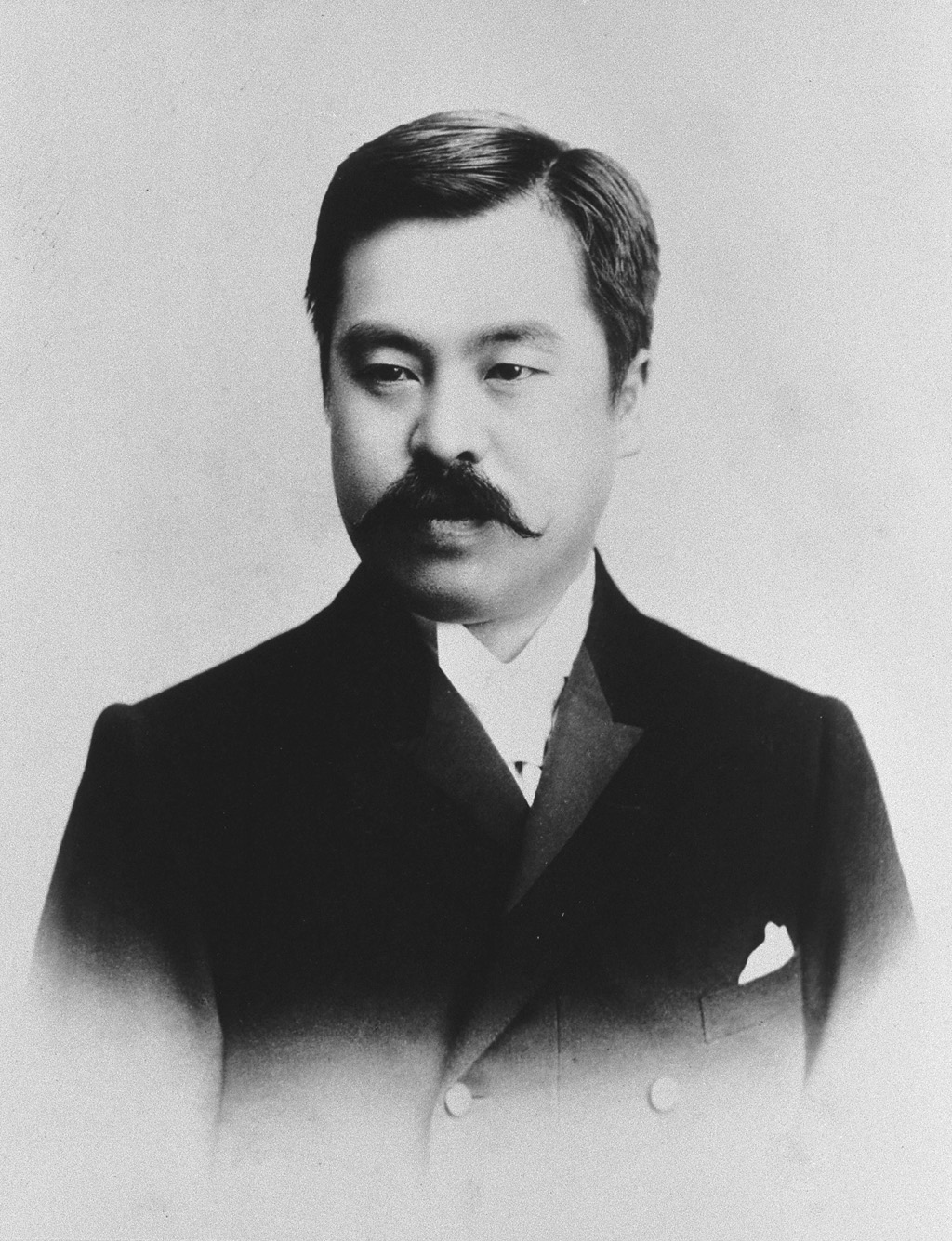
Konoe Atsumaro

Konoe Atsumaro (japanisch 近衞 篤麿; * 10. Oktober 1863 (jap. Kalender: Bunkyū (文久) 3/6/26) in Kyōto; † 1. Januar 1904) war ein japanischer Politiker der frühen Meiji-Zeit mit stark anti-russischen Tendenzen.

## Lebensweg
Konoe Atsumaro war der Adoptivsohn und Halbbruder des „Kanzlers zur Linken“ Konoe Tadafusa (近衛 忠房; † 1873) und Shimazu Nariaki (島津 斉彬). Bereits 10-jährig wurde er, unter der Vormundschaft seines Großvaters Tadahiros (近衛 忠煕) stehend, Familienvorstand, als sein Halbbruder starb. Bereits mit 7 und 9 Jahren war er verheiratet worden. Im Rahmen der Adelsreform 1884 erhielt er fürstlichen Rang (Kōshaku).
Mit 13 begann er sich auf den Universitätseintritt vorzubereiten, hatte jedoch gesundheitliche Probleme. Nachdem er an der Adelsschule chinesische, englische und deutsche Sprachkenntnisse erworben hatte, studierte er zwischen 1884 und 1890 in Bonn, Leipzig und Österreich.
Mit seiner Hauptfrau Sawa († 1892) der fünften Tochter von Maeda Yoshiyasu (前田 慶寧), war er 22 Jahre verheiratet und hatte einen Sohn Fumimaro, den späteren Premierminister. Seine zweite Frau († 1888), die jüngere Schwester seiner ersten, gebar ihm eine Tochter und drei Söhne in den 16 Jahren ihrer Ehe. Der zweite, Graf Hidemaro, wurde als Dirigent und Komponist bekannt.
Nach seiner Rückkehr wurde er 1890 Mitglied im Herrenhaus (Kizokuin), dessen Sprecher er ab 1896 war (bis 1903). Weiterhin wirkte er nach 1898 als Präsident der Hokkaido-Gesellschaft und der pan-asiatisch ausgerichteten Tōa Dōbunkai (東亜同文会), die ab 1901 ihren Sitz in Shanghai hatte. Innenpolitisch wandte er sich gegen die auf Familienbanden basierende Politik.
Außenpolitisch aktiv war er als rabiater Gegner Russlands auch in der von ihm mitbegründeten Kokumin Dōminkai und der im August 1903 geschaffenen „Anti-Russischen Gesellschaft“ (対露同志会, Tairo Dōshikai). Er befürwortete die militärische Expansion in China und nach der Mandschurei und war einer der lautesten Advokaten eines Krieges gegen Russland, starb jedoch vor dem Ausbruch von Feindseligkeiten.
Von 1895 bis 1903 stand Atsumaro, dem die Ausbildung Jugendlicher am Herzen lag, der Schule für die Kinder des japanischen Adels, der Gakushūin (学習院), als Direktor vor.
Bestattet wurde er 1904 auf dem Familienfriedhof im Daitoku-ji in Kyōto.